# Jakub Ścibor-Bogusławski
Jakub Ścibor-Bogusławski herbu Ostoja (ur. ok. 1723, zm. 1788) – ziemianin, konfederat barski, dziedzic Włocina, Grzymaczewa i folwarku Jaryszkowskiego, posesor dóbr Kłoski.
Syn Katarzyny z Gorzyńskich i Andrzeja Ścibor-Bogusławskiego, instygatora Trybunału Koronnego, regenta grodzkiego, komornika granicznego łęczyckiego i sieradzkiego. Brat rodzony Elżbiety Rembiewskiej, Barbary Rudnickiej, ks. Ignacego Piotra Bogusławskiego, kanonika łęczyckiego, dziekana warckiego, proboszcza w Brzeźniu oraz Franciszka Bogusławskiego, rotmistrza w konfederacji barskiej, chorążego wojsk koronnych.
Jakub Bogusławski ożenił się z Marianną Chodakowską h. Dołęga, córką Józefa i Anny z Jeżyńskich, dziedziców części dóbr Łagiewniki. Braćmi Marianny z Chodakowskich Bogusławskiej byli: Tomasz, Stanisław oraz znani konfederaci barscy - Piotr, podstarości ostrzeszowski, konsyliarz konfederacji ziemi wieluńskiej i Maksymilian, pułkownik wojsk koronnych, regimentarz konfederacji ziemi wieluńskiej, o którym pamiętnikarz Jędrzej Kitowicz pisał: ...ziemia wieluńska (...) pod własnym rejmentarzem, którym uczyniła Chodakowskiego, z długich i mięsistych wąsów nie tylko w całej konfederacyi, ale też w całej koronie polskiej najznakomitszego. Ten wodził konfederacyą wieluńską bez marszałka, którego nie miała. 
Dwór Bogusławskich w okresie konfederacji barskiej był jednym z ważniejszych miejsc narad konfederatów w Ziemi Sieradzkiej. W kwietniu 1770 roku we Włocinie gościł marszałek konfederacji barskiej województwa sieradzkiego Ignacy Gałecki.
Jakub i Marianna Bogusławscy mieli czworo dzieci: Antoniego Onufrego, Walentego i Ignacego, porucznika Legii Polsko-Włoskiej oraz córkę Annę, żonę 1. Ignacego Zalewskiego 2. Antoniego Koźmińskiego.